# ワーナー・ブラザース配給のアニメ映画の一覧
- アニメーション映画 > アメリカ合衆国のアニメ映画作品一覧 > ワーナー・ブラザース配給のアニメ映画の一覧

## 作品
| ワーナー・ブラザース・アニメーション               |
| ワーナー・ブラザース・フィーチャー・アニメーション |
| ワーナー・アニメーション・グループ                 |
| カートゥーン ネットワーク・スタジオ                |
| その他のワーナーブラザーススタジオ                 |
| サードパーティのスタジオ                           |

### 1960年代
- 秘密兵器リンペット (1964年8月19日)

### 1980年代
- ヘイ・グッド・ルッキン (1982年)
- ロジャー・ラビット (1988年12月3日)
- オリビアちゃんの大冒険 (1989年7月22日)

### 1990年代
- オリバー ニューヨーク子猫ものがたり (1990年7月21日)
- リトル・マーメイド (1991年7月20日)
- ぞうのババール (1991年12月21日)
- 美女と野獣 (1992年9月23日)
- おやゆび姫 サンベリーナ (1994年12月23日)
- スワン・プリンセス/白鳥の湖 (1995年3月25日)
- ペンギン物語〜きらきら石のゆくえ〜 (1995年6月10日)
- セントラルパークの妖精 (VHS発売／1995年10月6日)
- スペース・ジャム (1997年4月26日)
- キャッツ・ドント・ダンス (1997年)
- 劇場版ポケットモンスター ミュウツーの逆襲 (1998年7月18日)
- 魔法の剣 キャメロット (1998年11月14日)
- 劇場版ポケットモンスター 幻のポケモン ルギア爆誕 (1999年7月17日)

### 2000年代
- アイアン・ジャイアント (2000年4月15日)
- 劇場版ポケットモンスター 結晶塔の帝王 ENTEI (2000年7月8日)
- バットマン/マスク・オブ・ファンタズム (DVD発売／2000年8月11日)
- サウスパーク/無修正映画版 (2000年8月12日)
- ページマスター (VHS発売／2001年3月9日)
- 王様と私 (DVD発売／2002年3月8日)
- パワーパフガールズ・ムービー (2002年8月3日)
- バクテリア・ウォーズ (2002年12月5日)
- リトル・ポーラ・ベア/しろくまラルス 新しい冒険 (DVD発売／2004年3月19日)
- ルーニー・テューンズ:バック・イン・アクション (2004年3月27日)
- 遊☆戯☆王デュエルモンスターズ 光のピラミッド (2004年8月13日)
- ポーラー・エクスプレス (2004年11月27日)
- アントブリー (2006年10月7日)
- スキャナー・ダークリー (2006年12月9日)
- ハッピー フィート (2007年3月17日)
- ベオウルフ/呪われし勇者 (2007年12月1日)
- ミュータント・タートルズ -TMNT- (ブルーレイ&DVD発売／2008年2月8日)
- スター・ウォーズ/クローン・ウォーズ (2008年8月23日)
- サマーウォーズ (2009年8月1日)

### 2010年代
- 劇場版 銀魂 新訳紅桜篇 (2010年4月24日)
- ガフールの伝説 (2010年10月1日)
- イリュージョニスト (2011年3月26日)
- ヨギ & ブーブー わんぱく大作戦 (2011年4月2日)
- ハッピー フィート2 踊るペンギンレスキュー隊 (2011年11月26日)
- 劇場版 魔法少女まどか☆マギカ (2012年10月6日／2012年10月13日／2013年10月26日)
- 劇場版 とある魔術の禁書目録 -エンデュミオンの奇蹟- (2013年2月23日)
- 劇場版 銀魂 完結篇 万事屋よ永遠なれ (2013年7月6日)
- LEGO ムービー (2014年3月21日)
- ナッツジョブ 〜サーリー&バディのピーナッツ大作戦!〜 (2015年2月21日)
- サミーとシェリー2 僕らの脱出大作戦 (ブルーレイ&DVD発売／2015年8月5日)
- アクセル・ワールド INFINITE∞BURST (2016年7月23日)
- バットマン: キリングジョーク (ブルーレイ発売／2016年8月10日)
- コウノトリ大作戦! (2016年11月3日)
- モンスターストライク THE MOVIE はじまりの場所へ (2016年12月10日)
- ひるね姫 〜知らないワタシの物語〜 (2017年3月18日)
- レゴバットマン ザ・ムービー (2017年4月1日)
- レゴニンジャゴー ザ・ムービー (2017年9月30日)
- バットマン&ハーレイ・クイン (ブルーレイ発売／2017年11月8日)
- スモールフット (2018年10月12日)
- レゴ ムービー 2 (2019年3月29日)
- レイン・オブ・ザ・スーパーメン (2019年4月17日)

### 2020年代
- 弱虫スクービーの大冒険 (DVD発売／2020年12月9日)
- トムとジェリー (2021年3月19日)
- スペース・プレイヤーズ (2021年8月27日)
- DC がんばれ!スーパーペット (2022年8月26日)